# ジョン・ロビンソン・テート
ジョン・ロビンソン・テート（John Robinson Tait、1834年1月14日 -  1909年7月29日）はアメリカ合衆国の著述家、風景画家である。

## 略歴
オハイオ州のシンシナティで生まれた。地元の高校を出てウェスト・バージニア州ベサニーのベサニー・カレッジで学んだ。ベサニーでは「The Stylus」という雑誌を出版した。
地元の風景画家、ソンターグ(William Louis Sonntag Sr.）から絵を学び、1853年にソンターグとロバート・ダンカンソンとヨーロッパ、特にイタリアを旅した。当時多くのアメリカ人画家が留学していたデュセルドルフにも1853年に訪れ、知り合いだったワージントン・ウィットレッジを通じて、エマヌエル・ロイツェやウィリアム・D・ワシントンといった画家と知り合った。1855年にアメリカに戻り、1859年に旅行記、" European Life, Legend, and Landscape" を出版した。
1859年から1870年の間に、デュッセルドルフに滞在し、1862年にデュッセルドルフ美術アカデミーに入学して、ルドルフ・ヴィークマンの指導を受けた。デュッセルドルフの美術家協会、「Malkasten」の会員になり、アウグスト・ヴェーバーやアンドレアス・アッヒェンバッハからも学んだ。この間1866年と1870年代の初めアメリカに帰国し、1871年のシンシナティの展覧会に出展し、賞を受賞した。1873年から1876年の間はミュンヘン美術院でアドルフ・ハインリヒ・リアーにも学んだ。
1876年からボルチモアに住み、美術評論や詩を雑誌に寄稿することもあった。

## 作品

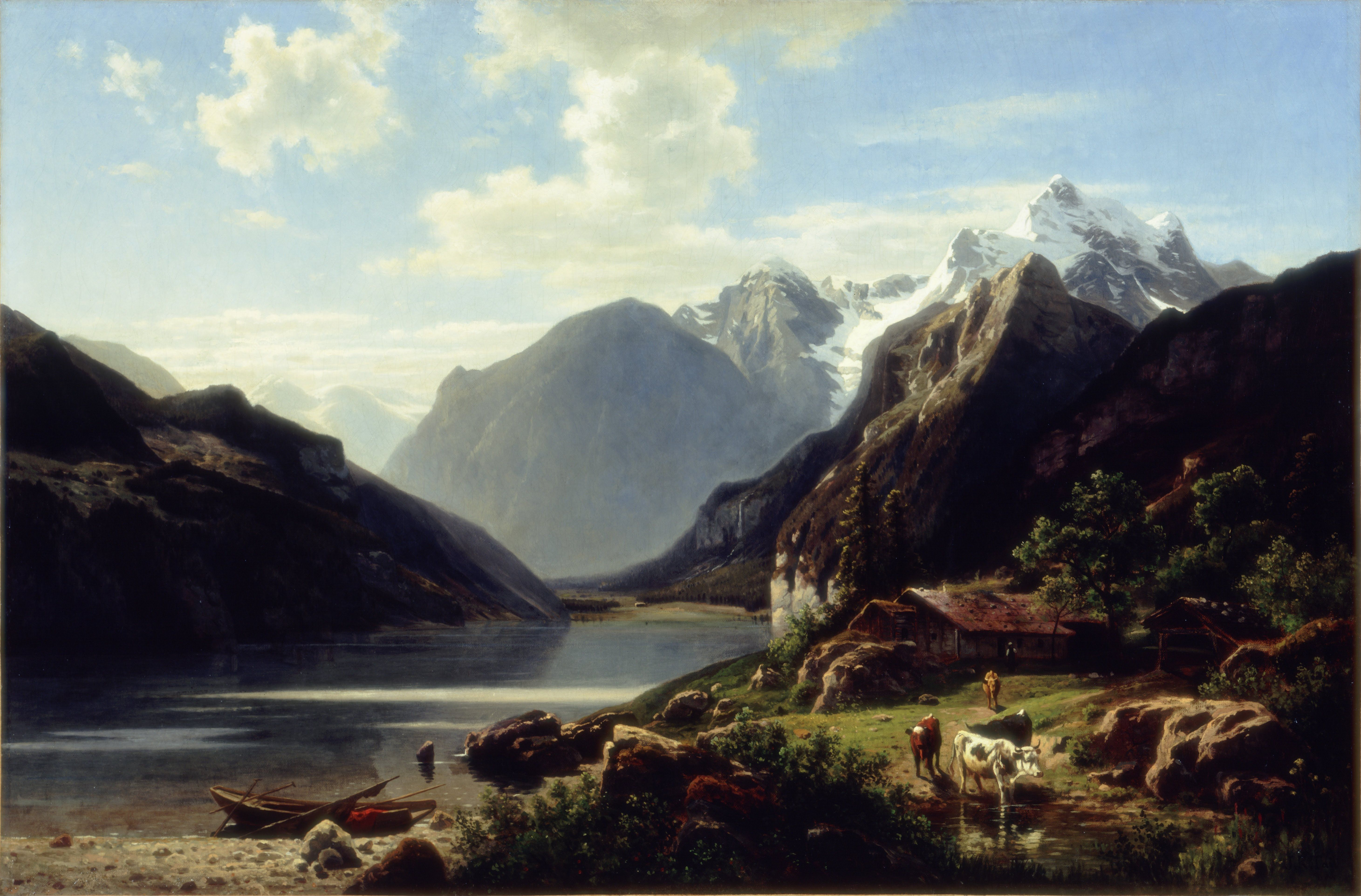
湖岸の朝 (1876)
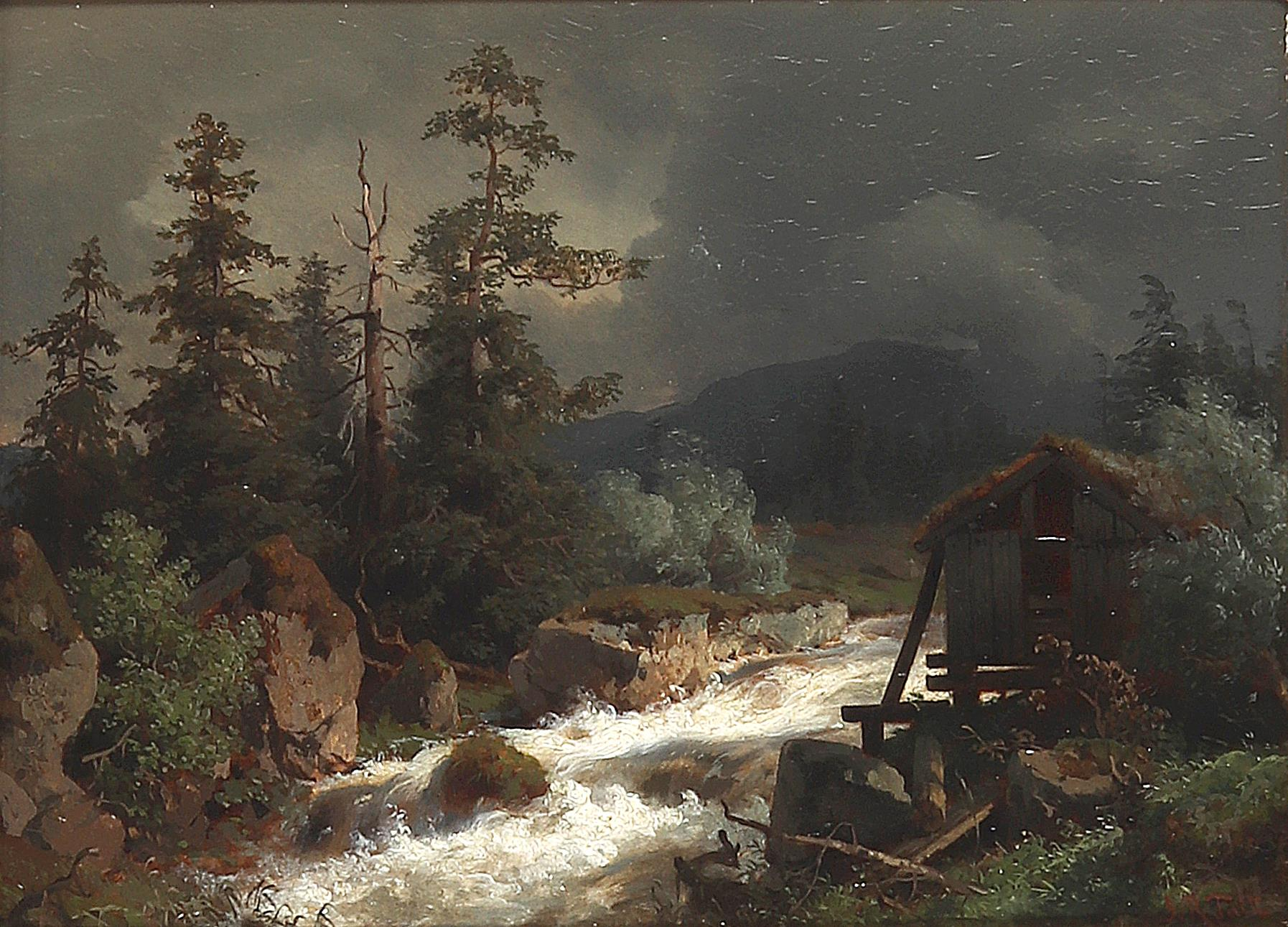
Wildbach
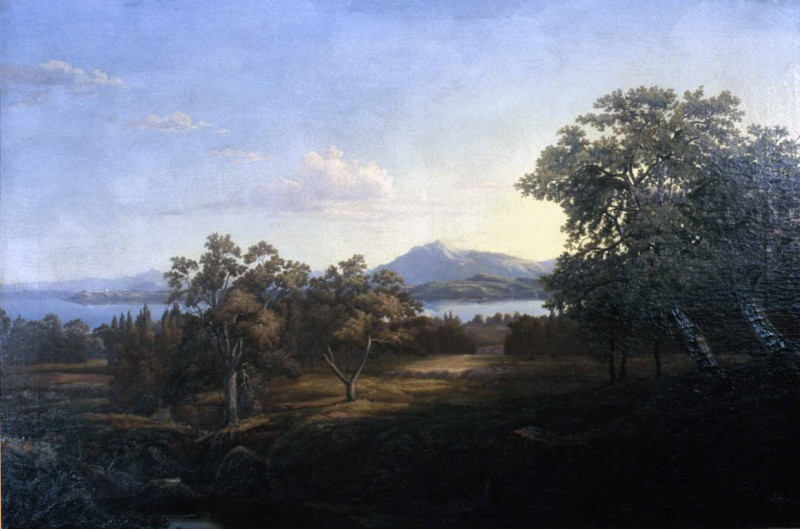
トラジメーノ湖 (1855)

## 著作
- Dolce Far Niente, Parry and McMillan, Philadelphia 1859
- European Life, Legend, and Landscape, James Challen & Son, Philadelphia 1859
- Reminiscences of a Poet-Painter. In: Lippincott’s Magazine of Popular Literature and Science, XIX, 17, March 1877, pg.307 ff